# Agence unique de paiement
Pour les articles homonymes, voir AUP.
L'Agence unique de paiement (AUP) était un établissement public à caractère industriel et commercial (EPIC) français ayant le statut d'office agricole et chargé du paiement des aides de la politique agricole commune en France. Cet organisme était sous la tutelle du Ministère de l'Agriculture français. Il a été remplacé par l'Agence de services et de paiement à partir du 1er avril 2009.

## Histoire
L'AUP a été créée par la loi d'orientation agricole du 5 janvier 2006 (décret publié le 1er juin 2006).
L'AUP a fusionné avec le CNASEA le 1er avril 2009 (ordonnance n°2009-325 du 25 mars 2009).

## Missions
- L'AUP a repris l'activité de paiement des aides relevant du 1er pilier de la PAC, c'est-à-dire les soutiens directs à l'agriculture. Cette activité était auparavant assurée par l'ONIC. Courant 2007, l'AUP a également récupéré la compétence sur le paiement des aides animales.

- L'AUP assurait le contrôle de la réglementation et de la conditionnalité des aides chez les agriculteurs.

- L'AUP était également chargée des fonctions support pour les autres offices agricoles : gestion du statut commun des agents des offices notamment.